# Lenne (Nedersaksen)
Lenne is een gemeente in de Duitse deelstaat Nedersaksen. De gemeente maakt deel uit van de Samtgemeinde Eschershausen-Stadtoldendorf in het Landkreis Holzminden.
Lenne telt 664 inwoners.
De gemeente bestaat uit het gelijknamige dorpje en uit de gehuchten Kolonie in het noordoosten en Linnenplan in het noorden. Ten oosten van het dorp Lenne en Linnenplan stroomt de Lenne, een zijriviertje van de Wezer. Het dorp is naar dit riviertje genoemd.
Het dorp komt in 1580 voor het eerst in een document voor, zij het onder een andere naam.
In de nazi-tijd, en wel van september 1944 tot april 1945,  lag er bij het dorp Lenne een Arbeitslager (werkkamp) voor dwangarbeiders. Russische en andere krijgsgevangenen werden van dit kamp uit als mijnwerkers (voor het in de bergrug Hils uithakken van ondergrondse fabrieksruimtes ten behoeve van de wapenindustrie) tewerkgesteld. Velen overleefden de combinatie van zeer zware arbeid, mishandelingen, martelingen, slechte voeding, hygiëne  en huisvesting niet. Te hunner gedachtenis is bij het voormalige kamp een klein monument opgericht. Vanuit het kamp, dat door de Organisation Todt werd geleid, werden ook de kampen bij  het naburige Holzen aangestuurd.

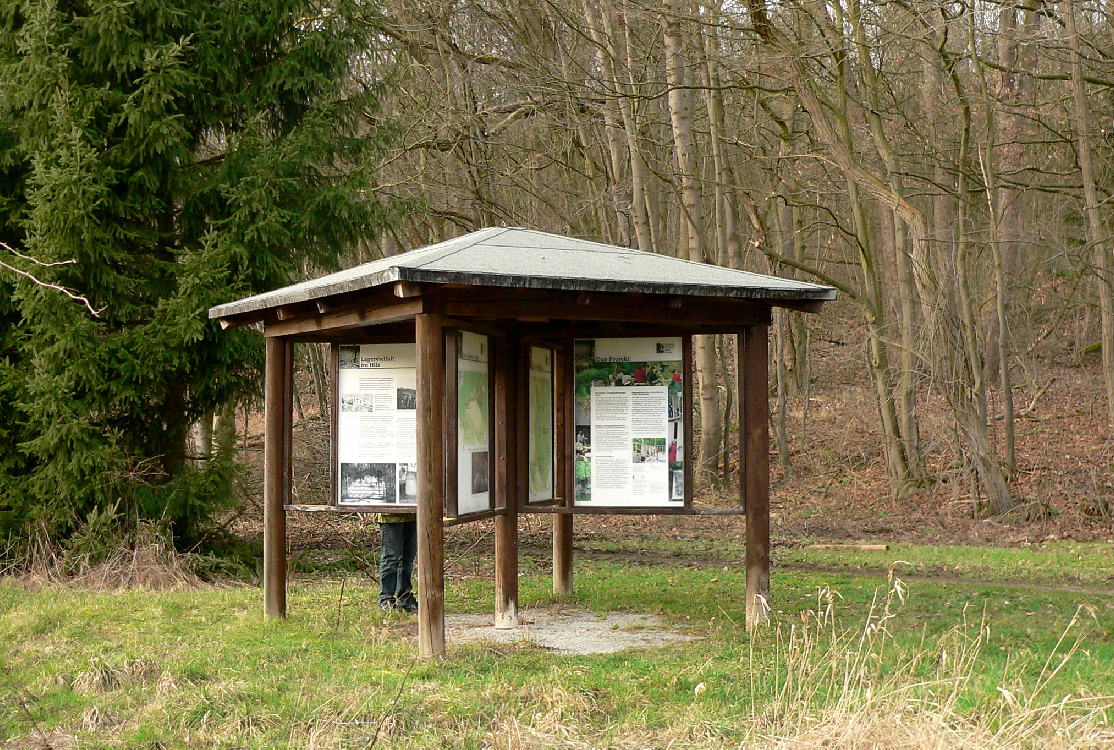
Gedenk- en informatiepaviljoen bij het voormalige kamp, aan de B64
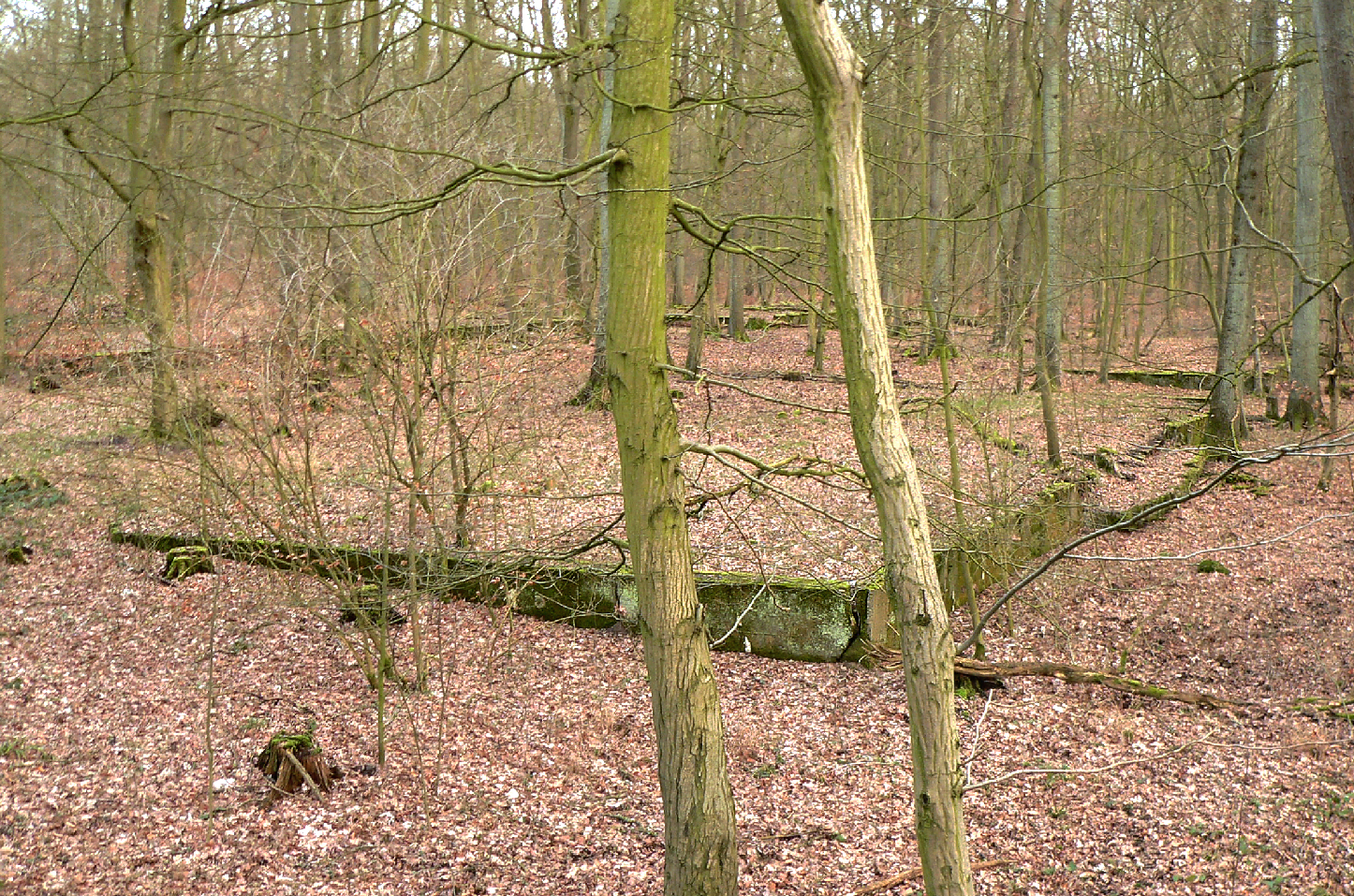
Fundament-resten van een vroegere barak in het kamp
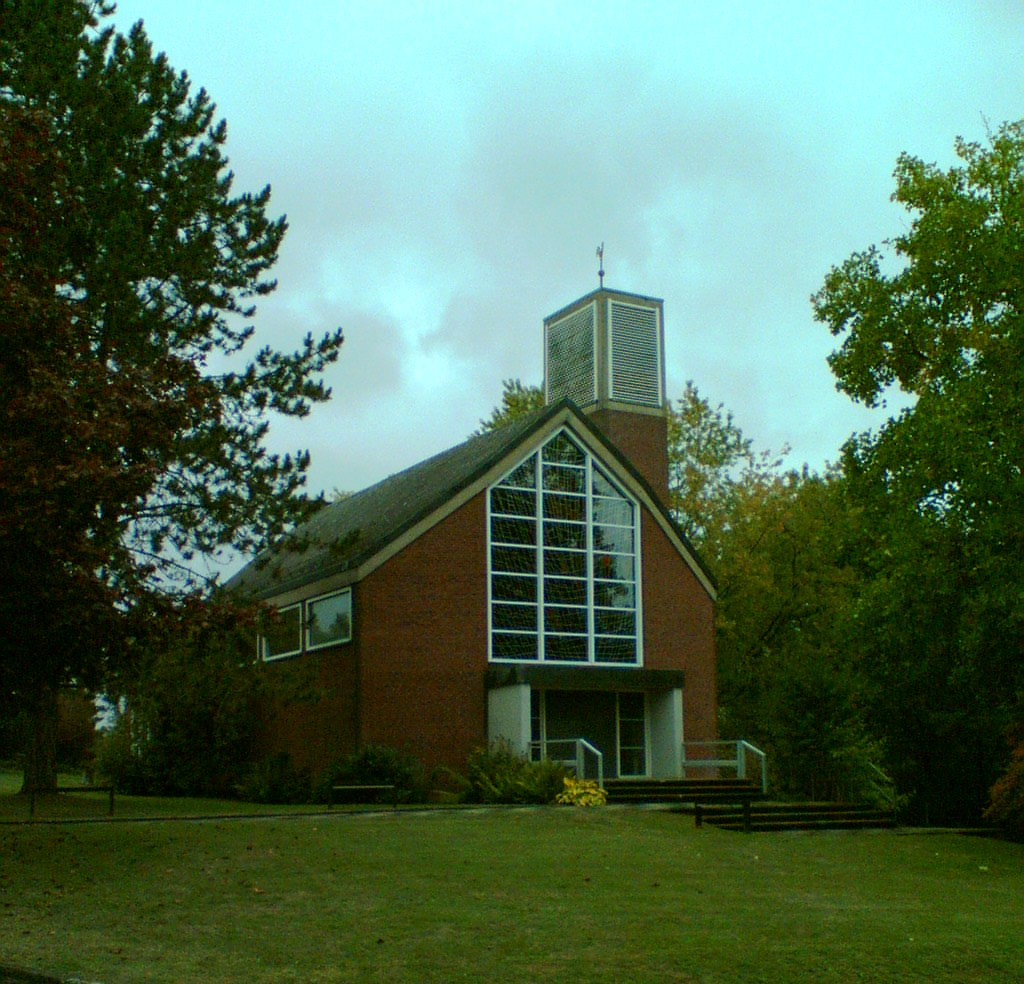
Evang.- lutherse St. Thomaskerk, Lenne (1986)

- Gemeinsame Normdatei: 5280220-6
- Virtual International Authority File: 143950696

Arholzen · 
Bevern · 
Bodenwerder · 
Boffzen · 
Brevörde · 
Deensen · 
Delligsen · 
Derental · 
Dielmissen · 
Eimen · 
Eschershausen · 
Fürstenberg · 
Golmbach · 
Halle · 
Hehlen · 
Heinade · 
Heinsen · 
Heyen · 
Holenberg · 
Holzen · 
Holzminden · 
Kirchbrak · 
Lauenförde · 
Lenne · 
Lüerdissen · 
Negenborn · 
Ottenstein · 
Pegestorf · 
Polle · 
Stadtoldendorf · 
Vahlbruch · 
Wangelnstedt